# Ситтакены
 Ситтакены  — одно из меотских племен, живших в первом тысячелетии до н. э. на восточном и юго-восточном побережье Азовского моря. Единожды упоминаются Страбоном.
В частности, Страбон писал -

К числу меотов, принадлежат сами синды и дандарии, тореаты, агры и аррехи, а также тарпеты, обидиакены, ситтакены, досхи и некоторые другие. 
Дальнейшая судьба ситтакенов пока не известна. Вероятнее всего они растворились в своей общемеотской среде.
Нельзя полагать, что греческий историк Страбон мог невнимательно отнестись к названию этого меотского племени, так как уже в его время было известно не менее одного города, который греки называли «Ситтакене», как например известно, что во время марша войска Александра Македонского делался длительный привал в «Ситтакене», прежде чем прибыть в центр Вавилонии — Сузы.